# Окоти, Рубин
Рубин Рафаэль Окоти (нем. Rubin Rafael Okotie; родился 6 июня 1987 года в Карачи, Пакистан) — австрийский футболист нигерийского происхождения, нападающий. Выступал в сборной Австрии. Участник чемпионата Европы 2016 года.

## Клубная карьера
Рубин начал профессиональную карьеру в венской «Аустрии». Первые два сезона он провёл, выступая за резервную команду. 5 августа 2007 года в матче против венского «Рапида» Окоти дебютировал в австрийской Бундеслиге. 23 февраля 2008 года в поединке против зальцбургского «Ред Булла» он забил свой первый гол за «Аустрию». 16 мая 2009 года в поединке против «Альтаха» Окоти сделал первый в карьере хет-трик. В том же году Рубин помог команде выиграть Кубок Австрии, а также с 14 мячами стал лучшим бомбардиром команды.
В 2010 году контракт Окоти с «Аустрией» закончился и он перешёл в немецкий «Нюрнберг». 18 декабря в матче против «Ганновер 96» он дебютировал в Бундеслиге. В 2011 году из-за высокой конкуренции Рубин на правах аренды перешёл в бельгийский «Сент-Трюйден». 13 августа в матче против «Монса» он дебютировал в Жюпиле лиге. 15 октября в поединке против «Беерсхота» Окоти забил свой первый гол за новый клуб.
Зимой 2012 года Рубин вернулся в Австрию, где заключил соглашение со «Штурмом». 25 февраля в матче против венского «Рапида» он дебютировал за клуб из Граца. 8 апреля в поединке против «Маттерсбурга» Окоти забил свой первый гол за «Штурм».
Летом 2013 года он вернулся в «Аустрию», где провёл следующие полгода. За эти шесть месяцев Рубин забил всего 1 гол и потерял место в основе. Для получения игровой практики в начале 2014 года он на правах аренды перешёл в датский «Сённерйюск». 21 февраля в матче против «Вестшелланна» Окоти дебютировал в датской Суперлиге. В этом же поединке он сделал «дубль» забив первые голы за новую команду. В 15 матчах за «Сённерйюск» Рубин отличился 15 раз.
Летом он покинул «Аустрию» и подписал двухлетнее соглашение с немецким «Мюнхен 1860». 4 августа в матче против «Кайзерслаутерна» он дебютировал во Второй Бундеслиге. В этом же поединке он дважды отличился забив первые голы за «львов».
Летом 2016 года Окоти перешёл в китайский «Пекин Баси». В начале 2018 года он расторг контракт и перешёл в «Беерсхот Вилрейк».

## Международная карьера
В составе юношеской сборной Австрии Окоти занял третье место на юношеском чемпионате Европы в Польше, а через год занял четвёртое место на молодёжном чемпионате мира в Канаде.
19 ноября 2008 года в товарищеском матче против сборной Турции Рубин дебютировал в сборной Австрии. 12 октября в отборочном поединке чемпионата Европы 2016 против сборной Черногории Окоти забил свой первый гол за национальную команду.
Летом 2016 года Рубин попал в заявку сборной на участие в чемпионате Европы во Франции. На турнире он сыграл в матче против команды Венгрии.

## Личная жизнь
Рубин родился в Карачи в семье нигерийца Руфуса Окоти (из Порт-Харкорта) и австрийки (из Клагенфурта). До 1991 года он жил в Барселоне, а затем переехал в Вену.

### Голы за сборную Австрии
| #   | Дата            | Место                        | Противник  | Счёт | Результат | Соревнование                       |
| --- | --------------- | ---------------------------- | ---------- | ---- | --------- | ---------------------------------- |
| 01. | 12 октября 2014 | Эрнст Хаппель, Вена, Австрия | Черногория | 1:0  | 1:0       | Чемпионат Европы 2016 квалификация |
| 02. | 15 ноября 2014  | Эрнст Хаппель, Вена, Австрия | Россия     | 1:0  | 1:0       | Чемпионат Европы 2016 квалификация |

## Достижения
Командные
 «Аустрия Вена»
- Обладатель Кубка Австрии — 2008/09